# Młodzieżowe Indywidualne Mistrzostwa Szwecji na Żużlu 1977
Młodzieżowe Indywidualne Mistrzostwa Szwecji na Żużlu 1977 – cykl turniejów żużlowych, mających wyłonić najlepszych szwedzkich żużlowców w kategorii do 21 lat, w sezonie 1977. Tytuł wywalczył Peter Johansson. 

## Finał
- Målilla (Målilla Motorstadion), 18 września 1977

| Msc. | Zawodnik            | Klub        | Pkt   |  |  |
| ---- | ------------------- | ----------- | ----- |  |  |
| 1    | Peter Johansson     | Dackarna    | 15    |  |  |
| 2    | Uno Johansson       | Njudungarna | 14    |  |  |
| 3    | Hans Danielsson     | Lejonen     | 12 +3 |  |  |
| 4    | Lennart Bengtsson   | Smederna    | 12 +2 |  |  |
| 5    | Per Gudmundsson     | Getingarna  | 10    |  |  |
| 6    | Tommy Mannby        | Smederna    | 8     |  |  |
| 7    | Lillebror Johansson | Indianerna  | 8     |  |  |
| 8    | Thord Löwdin        | Masarna     | 7     |  |  |
| 9    | Kent Eriksson       | Getingarna  | 7     |  |  |
| 10   | Bengt Gustavsson    | Lejonen     | 7     |  |  |
| 11   | Thomas Hydling      | Getingarna  | 7     |  |  |
| 12   | Bill Nilsson        | Solkatterna | 4     |  |  |
| 13   | Lars Christiansson  | Eldarna     | 3     |  |  |
| 14   | Alf Trofast         | Lejonen     | 2     |  |  |
| 15   | Ingemar Andersson   | Filbyterna  | 2     |  |  |
| 16   | Tommy Steen         | Eldarna     | 2     |  |  |